# Marmosa quichua
Marmosa quichua är en pungdjursart som beskrevs av Oldfield Thomas 1899. Marmosa quichua ingår i släktet dvärgpungråttor och familjen pungråttor. IUCN kategoriserar arten globalt som livskraftig. Inga underarter finns listade.
Pungdjuret förekommer i östra Peru där det främst vistas i dalgångar av 2 700 meter höga bergstrakter. Habitatet utgörs av bergsskogar.